# 제1차 수단 내전
제1차 수단 내전(일명 아야냐 반란 또는 아야냐 1)은 1955년부터 1972년까지 수단 북부와 더 많은 지역 자율성을 요구하는 남수단 지역 간에 벌어진 전쟁이다. 이 전쟁은 초기 게릴라전, 아야냐 반란의 생성, 정부 내 정치적 분쟁, 남수단 해방 운동의 설립이라는 네 가지 주요 단계로 나뉘었다. 거의 17년간의 전쟁 동안 약 백만 명이 사망했다.
아디스아바바 협정이 1972년에 전쟁을 종식시켰지만, 남수단이 제기한 문제 중 일부만 다루었으며 긴장을 완전히 해소하지 못했다. 초기 화해의 실패는 나중에 제2차 수단 내전에서 남북 갈등을 다시 불러일으켰고, 이 전쟁은 1983년부터 2005년까지 지속되었다.

## 배경

### 식민 시대
1956년까지 영국 정부는 이집트 왕국 정부와 협력하여 (공동 통치 협정 하에) 앵글로-이집트 수단을 구성했지만, 북부와 남부 수단을 별도의 식민지로 관리했다. 당시 북부 엘리트의 정치적 압력으로 두 지역은 단일 행정 구역으로 통합되었다.
이 조치는 소수 남부 지도자들의 동의 없이 이루어졌는데, 그들은 식민지 정치 구조에서 북부 엘리트의 정치적 권력에 종속될 것을 우려했다. 또한, 영국 식민지 행정부는 탈식민화 과정에서 북부 엘리트를 선호하여 독립 전환 과정에서 그들에게 정치적 권력의 대부분을 부여했다.
1956년 식민 통치로부터 독립한 후, 수단의 남부 수단인들에 대한 민족적, 국내적 긴장은 탈식민 재건 과정에서 더욱 고조되었다. 정치적 불평등, 경제 발전, 불충분한 제도에 대한 국가적 우려가 국제 사회에는 숨겨져 있었지만 수단 내부를 황폐화시켰다. 또한, 북부 정부는 민주적 성장의 내부 혼란을 가장하여 남부 소수 민족에 대한 차별적 폭력을 저지름으로써 정부간 개발 기구(IGAD)의 관할권을 침해했다.

### 관점

#### 북부
내전 발발 이전에 북부 수단의 엘리트들은 전쟁 발발의 원인에 대해 두 가지 널리 퍼진 해석을 가지고 있었다. 첫 번째는 그러한 적대 행위를 남부가 영국 식민지 행정부에 대한 불만의 잔재로 보았고, 두 번째는 남부 반란군이 통치 정부에 도전하려는 시도로 보았다. 이 두 가지 해석은 불만과 증가하는 반란에 대해 그들 자신의 통치에는 아무런 비난을 두지 않았다. 오히려, 지배 계층은 갈등의 지속을 남부의 기독교와 근대화 통합의 합리화로 엄격하게 연결시켰다.

#### 남부
남부 주민들은 내전의 발발이 피할 수 없는 일이었다고 여겼다. 수단의 독립 이후, 남부 엘리트들은 새로 수립된 정부 내에서 사실상 무력했다. 남부 정치인들은 하르툼 정부 내에서 그들이 가진 미미한 영향력과 지지 때문에 그들의 인구에 대한 불의를 해결할 수 없었다. 그들은 민족적 소수자일 뿐만 아니라 국가 내에서 종교적 소수자로서 심한 적대감에 시달렸다. 영국 식민 통치가 수립된 이래, 남부 수단인들은 서구 사상을 접하게 되었다. 그 지역에서 정치적 평등과 산업화에 눈에 띄는 진전은 없었지만, 그들은 기독교와 서구 사상에서 개념을 해석하고 그들 자신의 문화에 채택했다. 따라서 정치에서의 제한된 대표성 외에도 북부 정부의 강압과 발전을 저해하는 문화적 제약이 전쟁 발발의 중요한 요인이었다.

## 전쟁 경과

### 봉기
1955년 8월 18일, 영국령 수단 방위군 (SDF) 에콰토리아 군단 제2중대 소속원들이 토리트에서 반란을 일으켰고, 이어서 주바, 예이, 마리디에서도 반란이 일어났다. 반란의 즉각적인 원인은 남부 출신 국회의원 재판과 남부의 북부 행정관들에게 남부인을 억압하라고 촉구하는 거짓 전보 때문이었다. 이 반란은 북부에서 대규모 병력 파견으로 진압되었지만, 생존자들은 도시를 떠나 농촌 지역에서 비조직적인 분란전을 시작했다. 무장도 미약하고 조직적이지 못했던 그들은 퇴임하는 식민 세력과 새로 구성된 수단 정부에게 거의 위협이 되지 않았다. O'Ballance는 1977년에 '1955년부터 1963년까지의 기간은 단순히 게릴라 생존 기간이었으며, 거의 산적 수준이었지만, 전직 남부 SDF 장교 및 준위 몇 명과 소수의 부사관들 덕분에 성공했다'고 썼다.

### 군사 개입 확대
반군은 점차 1955년 반란군과 남부 학생들이 합세한 분리주의 운동으로 발전했다. 이들은 아야냐 게릴라군을 형성했다. (아야냐는 아야냐 2와 비교하여 아야냐 1로도 알려져 있으며, 아야냐 2는 1974년 아코보 군사 주둔지 반란으로 시작되었다.) 1963년에서 1969년 사이에 에콰토리아 지방에서 시작된 아야냐는 다른 두 남부 지방인 상부 나일과 바르알가잘 지방으로 확산되어 북부군의 적절한 기동 능력에 큰 압력을 가했다. 그러나 분리주의 운동은 "나일족"과 "에콰토리아족" 간의 내부 민족 분열로 인해 약화되었다. O'Ballance는 수단군의 네 개 보병 여단 중 하나가 1955년부터 에콰토리아 주에 주둔하고 있었으며, 필요에 따라 주기적으로 증원되었다고 썼다.
정부는 반군 내부의 분열과 불안정 때문에 반군의 약점을 이용할 수 없었다. 이스마일 알아즈하리 총리가 이끄는 수단의 첫 독립 정부는 곧 다양한 보수 세력의 교착 상태 연립 정부로 교체되었고, 이는 다시 1958년 참모총장 이브라힘 아부드 준장의 쿠데타로 전복되었다.

### 1964년 10월 시위
군사 정부에 대한 불만이 커져갔다. 1964년 10월 20일 저녁, 하르툼 대학교에서 "남부 수단 문제"에 대한 세미나 도중 보안군이 급습하면서 전국적인 시위와 총파업이 일어났다. 1964년 10월 아부드는 대규모 시민 불복종으로 인해 사임하고 임시 정부를 구성했다. 이러한 사건들은 "10월 혁명"으로 널리 알려지게 되었다.
이 시위에는 당시 학생 운동가였던 하산 알투라비 등 이슬람주의 정치인들이 처음으로 등장했다. 1966년과 1969년 사이에 이슬람주의자들이 지배하는 일련의 행정부는 국가를 괴롭히는 다양한 민족, 경제 및 분쟁 문제를 해결하지 못했다. 1969년 5월 25일 두 번째 군사 쿠데타 이후 가파르 니메이리 대령이 총리가 되었고 즉시 정당을 불법화했다. 또한 이 시기에 아야냐 반군은 불안정한 상황을 이용하여 지도자들을 해외로 보내고 작전을 계속할 수 있었다. 니메이리의 쿠데타 이후, 우간다 대통령 밀턴 오보테는 아야냐에 대한 모든 지원을 중단할 것을 명령했다.

### 정치적 혼란
집권 군부 내 마르크스주의와 비마르크스주의 세력 간의 내분은 1971년 7월 또 다른 쿠데타와 수단 공산당의 단명 정부로 이어졌으며, 반공산주의 세력이 니메이리를 다시 정권을 장악하게 했다. 같은 해, 반군에게 비밀리에 조언을 제공하던 독일인 롤프 슈타이너가 캄팔라, 우간다에서 체포되어 하르툼으로 송환되었고, 그곳에서 반정부 활동으로 재판을 받았다. 원래 사형 선고를 받았으나 서독 정부의 압력으로 3년만 복역하고 석방되었다. 한편 남부 정치인들은 더 많은 정치적 통제를 얻으려 했고 남부에 여러 임시 정부를 일시적으로 수립했다. 그들은 외교적 수단을 통해 자치와 분리를 달성하기를 희망했지만, 정치적 파벌주의로 인해 아야냐 반란에 비해 무력했다.

### 통일 남부 전선
남부는 처음에는 애그리 제이든 지도자가 이끌었지만, 1969년 내부 정치적 분쟁으로 운동을 떠났다. 같은 해 고든 무올타트 마옌이 남부의 새 지도자로 만장일치로 선출되었다. 남수단은 하르툼에 대한 전쟁을 재개했지만, 전 지도자 제이든의 일부 병력은 딩카족 지도자를 받아들이지 않고 아야냐에 맞서 싸웠다. 1971년, 전 육군 중위 조세프 라구는 이스라엘의 도움으로 고든 무올타트에 대한 쿠데타를 성공시켰고, 이스라엘은 그에게 지원을 약속했다. 이를 통해 탈영한 에콰토리아 지휘관은 게릴라 전사들의 이 부대를 그의 남수단 해방 운동(SSLM) 하에 통합할 수 있었다. 이는 전쟁 역사상 처음으로 분리주의 운동이 통일된 지휘 구조를 가지고 분리 및 독립 국가 건설이라는 상호 목표를 가졌던 사례였다. 또한 전쟁이 끝날 때 남부 전체를 대변하고 협상할 수 있다고 주장할 수 있었던 최초의 조직이었다. 세계 교회 협의회 (WCC)와 전아프리카교회협의회 (AACC) (둘 다 수년간 두 전투원과의 신뢰를 쌓았다) 간의 중재는 결국 1972년 3월 아디스아바바 협정으로 이어졌고, 이는 분쟁의 종식을 알렸다.

## 여파 및 영향
전쟁 시작부터 아디스아바바 협정까지, 50만 명에서 100만 명 이상이 사망했으며, 이 중 5분의 1만이 무장 전투원으로 간주되었고, 수십만 명이 고향을 떠나야 했다. 아디스아바바 협정은 에티오피아 제국의 하일레 셀라시에 황제의 감시 하에 이루어졌으며, 남수단에 지역 자치를 수립하게 했다. 이는 남부 지역 정부로 알려지게 되었고, 지역 의회와 행정 위원회와 같은 입법 및 행정부를 담당하는 기관을 갖게 되었다.
이 짧은 평화의 간격은 수단에게 상대적으로 평온하고 번영하는 시기가 되었다. 이 협정은 남수단이 하르툼 정부에 대해 가지고 있던 몇 가지 중요한 불만을 해결할 수 있었다. 지역을 주권으로 즉시 인정하고 주요 정치 기관을 설립한 것은 주요 발전의 몇 가지 예에 불과했다. 또한, 새로운 헌법이 제정되었고 남수단은 북부 정부가 아닌 현지 법 집행 기관에 의해 통치되었다. 이러한 개선에도 불구하고 남부가 자체 군대를 가질 수 없었고 북부 수단 정권 하에서만 자치권을 유지할 수 있었다는 한계가 있었다.
따라서 이 협정은 남수단에 대한 결정적인 평화 유지 수단 없이 일시적인 휴식에 불과하다는 것이 입증되었다. 1970년대 중반 북부의 침해는 남부에서 사회 불안을 증가시켰고, 이는 1983년 군대 반란으로 이어져 제2차 수단 내전이 발발했으며, 이 전쟁은 거의 22년간 지속되었고 남수단의 완전한 독립에 기여했다.

## 참고 문헌
- Ali, Taisier Mohamed Ahmed, and Robert O. Matthews. Civil Wars in Africa : Roots and Resolution. McGill-Queen's University Press, 1999. ISBN 978-0-7735-6738-2.
- Arnold, Matthew, et al. South Sudan : From Revolution to Independence. Oxford University Press, 2013. ISBN 978-0-19-025726-2.
- Assefa, Hizkias. 1987. Mediation of Civil Wars, Approaches and Strategies – The Sudan Conflict. Boulder, Colorado: Westview Press.
- Avirgan, Tony; Honey, Martha (1983). 《War in Uganda: The Legacy of Idi Amin》. Dar es Salaam: Tanzania Publishing House. ISBN 978-9976-1-0056-3.
- Breidlid, Anders (March 2013). 《The role of education in Sudan's civil war》. 《Prospects》 43. 35–47쪽. doi:10.1007/s11125-012-9257-3. hdl:10642/1432. S2CID 143632041.
- Eprile, Cecil.  War and Peace in the Sudan, 1955 – 1972.  David and Charles, London. 1974.  ISBN 0-7153-6221-6.
- Johnson, Douglas H. 1979. "Book Review: The Secret War in the Sudan: 1955–1972 by Edgar O'Ballance". African Affairs 78 (310):132–7.
- Leach, Justin D. 2011. War and Politics in Sudan : Cultural Identities and the Challenges of the Peace Process. International Library of African Studies: 36. I.B. Tauris.
- Mulukwat, Kuyang Harriet Logo (2015년 8월 27일). 《Challenges of Regulating Non-International Armed Conflicts – an Examination of Ongoing Trends in South Sudan's Civil War》. 《Journal of International Humanitarian Legal Studies》 6. 414–442쪽. doi:10.1163/18781527-00602006.
- Martell, Peter (2018). 《First Raise a Flag》. London: Hurst & Company. ISBN 978-1849049597.
- O'Ballance, Edgar (1977). 《The Secret War in the Sudan: 1955–1972.》. London: Faber and Faber. ISBN 0-571-10768-0.
- Poggo, Scopas Sekwat. 1999. War and Conflict in Southern Sudan, 1955–1972. PhD Dissertation, University of California, Santa Barbara.
- Poggo, Scopas (2009). 《The First Sudanese Civil War Africans, Arabs, And Israelis In The Southern Sudan, 1955-1972》. Palgrave Macmillan. ISBN 9780230607965.
- Smith, Stephen W. (2011). 《Sudan: In a Procrustean Bed with Crisis》. 《International Negotiation》 16. 169–189쪽. doi:10.1163/157180611X553917.

틀:Sudan topics
틀:South Sudan topics
틀:Armed groups in the Sudanese wars